# Lena Raeder
Lena Maria Cecilia Raeder, född 4 april 1960 i Farsta, Stockholm, har tidigare arbetat som skådespelare. Hon är syster till Louise Raeder.
Raeder debuterade i huvudrollen som Eva i Birgitta Svenssons långfilm Inter Rail. Hon avslutade sin skådespelarkarriär tio år senare. Utöver skådespelandet medverkande hon som produktions-, kläd- och sminkassistent i filmen Två solkiga blondiner (1984).

## Rollista
- 1981 – Inter Rail
- 1982 – Dubbelsvindlarna (TV-serie)
- 1986 – I lagens namn
- 1986 – Studierektorns sista strid (TV-serie)
- 1988 – Jungfruresan
- 1989 – Soldaten i garderoben
- 1991 – Ytspänning

### Fotnoter
1. 1 2  ”Lena Raeder”. Svensk Filmdatabas. http://sfi.se/sv/svensk-filmdatabas/Item/?type=PERSON&itemid=83163. Läst 3 augusti 2012.